# Kecerovský Lipovec
Kecerovský Lipovec (in ungherese Kecerlipóc) è un comune della Slovacchia facente parte del distretto di Košice-okolie, nella regione di Košice.